# Warner Bros. Pictures
Warner Bros. Pictures (Warner Bros. Studios) is de vlaggenschipfilmstudio van mediaconcern Warner Bros. Discovery, met hoofdkantoren in Burbank en New York. Het is een van de grootste filmstudio's ter wereld en staat bekend om het wereldberoemde logo, het WB Shield, dat ook te zien is op de Warner Bros. Water Tower, en de Looney Tunes / Merrie Melodies. Moederbedrijf Warner Bros. Discovery bestaat behalve de succesvolle filmstudio, ook uit een videogametak, tv-stations, DC Entertainment en New Line Cinema.

## Geschiedenis
De studio werd in 1918 opgericht door Joodse immigranten uit Polen, en is daarmee de op twee na oudste nog actieve studio in Hollywood, na Paramount Pictures en Universal Studios (beide uit 1912).
Warner behoorde tot The Big Five, de vijf grootste filmstudio's in de jaren 20 en 30 van de 20e eeuw. De studio was een pionier van de sprekende film. In de jaren 30 maakte de studio faam met sociaal-realistische films, waaronder gangsterklassiekers als The Public Enemy (1931), Little Caesar (1931) en Angels with Dirty Faces (1938). Filmsterren in dienst van Warner waren Edward G. Robinson en James Cagney, maar de bekendste is wellicht Humphrey Bogart na diens rol in High Sierra (1941). Bogart's bekendste films voor Warner zijn The Maltese Falcon (1941), Casablanca (1942), The Big Sleep (1946) en The Treasure of the Sierra Madre (1948).
In de jaren 30 gaat Warner ook de competitie met Walt Disney aan in de vorm van een eigen serie cartoons. De Merrie Melodies waren een antwoord op de Silly Symphonies. Later kwamen de Looney Tunes erbij, met bekende tekenfilmfiguren als Bugs Bunny, Tweety en Daffy Duck.
Bekende films in de jaren 60 zijn Who's Afraid of Virginia Woolf? (1966) en Bonnie and Clyde (1967). Ook 2001: A Space Odyssey (1968) en The Wild Bunch (1969) werden door WB gedistribueerd.
In het volgende decennium scoorde WB hit na hit met Dirty Harry (1971), The Exorcist (1973) en Blazing Saddles (1974), en behaalde goede kritieken met onder andere Dog Day Afternoon (1975) en All the President's Men (1976). Ook Stanley Kubrick's films A Clockwork Orange (1971), Barry Lyndon (1975) en The Shining (1980) zijn van Warner Bros.
Warner Bros. distribueerde in de jaren 80 ook populaire jeugdfilms, zoals The Outsiders (1983), The Goonies (1985) en The Lost Boys (1987).
Net als concurrerende filmstudio's begaf Warner Bros. zich in deze periode op het gebied van de grootschalige films, met blockbusters zoals Superman (1978) als gevolg. Deze film is de eerste van een lange reeks stripverfilmingen die Warner Bros. heeft geproduceerd dankzij de samenwerking met DC Comics. Een andere blockbuster was Lethal Weapon (1987). Daarna volgden de blockbusters Who Framed Roger Rabbit (1988) en Pretty Woman (1990), die beide oorspronkelijk van Buena Vista Pictures zijn, maar door Warner in het Verenigd Koninkrijk gedistribueerd werden. In 1989 verscheen Tim Burton's Batman, een film die vele records brak. Zo is met deze film de trend van de grote openingsweekends voor event-films begonnen (de film bracht het recordbedrag van 45 miljoen dollar op in de eerste drie dagen), en lanceerde de studio een reclamecampagne die meer toegespitst was op de verkoop van aan de film verwante merchandise. Het leverde de studio bijna een miljard dollar op, waarvan niet meer dan de helft via de bioscooprelease binnenkwam.
Tussen 1988 en 1993 distribueerde Warner de films van Disney, voordat deze een eigen distributiekanaal oprichtte (Buena Vista International). Daarvoor had Warner Bros. een samenwerkingsverband met Columbia Pictures.
In 1995 werd tv-kanaal The WB Network gelanceerd. Deze zender heeft series als 7th Heaven, Buffy the Vampire Slayer, Charmed, Dawson's Creek en Smallville voortgebracht.
In 1997 slot Warner een contract met het productiebedrijf van Burny Bos, BosBros. om films te produceren voor de Nederlandse markt, zoals Abeltje, Minoes, Pluk van de Petteflet, De Griezelbus en Het paard van Sinterklaas. Deze samenwerking werd in 2011 beëindigd.
Eind jaren 90 verkreeg de studio de filmrechten van de populaire Harry Potterboeken. De eerste verfilming in 2001 was de meest succesvolle Warner Bros. film tot dan toe - pas in 2008 ingehaald door The Dark Knight. Tot dusver zijn alle boeken verfilmd (7/7) maar er zijn acht films. Het zevende boek werd in twee delen uitgebracht, de twee films zijn in 18 november 2010 (Deel 1) en 7 juli 2011 (Deel 2) uitgekomen.
Twee zeer winstgevende trilogieën van Warner Bros. uit deze periode waren The Matrix-trilogie en Steven Soderbergh's Ocean's Eleven-trilogie. Andere filmreeksen zijn de Police Academy-reeks, vier Lethal Weapon-films en twee films over Ace Ventura: Pet Detective.
Sinds de overname van New Line Cinema in februari 2008 bevat de catalogus van Warner Bros. onder andere ook de volgende filmseries: Austin Powers, Rush Hour, Final Destination en de megahit The Lord of the Rings.

## Oscars
Negen films (deels) geproduceerd of gedistribueerd door Warner Bros. hebben een Academy Award voor Beste Film gewonnen:
- The Life of Emile Zola (1937)
- Casablanca (1942)
- My Fair Lady (1964)
- Chariots of Fire (1981)
- Driving Miss Daisy (1989)
- Unforgiven (1992)
- Million Dollar Baby (2004)
- The Departed (2006)
- Argo (2012)

## Succesvolste films[1]
| Plaats | Naam                                        | Opbrengst      | Opbrengst | Opbrengst |
| Plaats | Naam                                        | Internationaal |           |           |
| 1      | Harry Potter and the Deathly Hallows Part 2 | $1.335.990.382 |           |           |
| 2      | The Dark Knight Rises                       | $1.013.114.000 |           |           |
| 3      | The Dark Knight                             | $1.001.082.000 |           |           |
| 4      | Harry Potter and the Sorcerer's Stone       | $976.475.550   |           |           |
| 5      | Harry Potter and the Deathly Hallows Part 1 | $972.541.070   |           |           |
| 6      | Harry Potter and the Goblet of Fire         | $968.468.864   |           |           |
| 7      | Harry Potter and the Half-Blood Prince      | $943.956.980   |           |           |
| 8      | Harry Potter and the Order of the Phoenix   | $926.016.159   |           |           |
| 9      | Harry Potter and the Chamber of Secrets     | $854.953.543   |           |           |
| 10     | Inception                                   | $823.442.292   |           |           |
| 11     | Harry Potter and the Prisoner of Azkaban    | $795.541.069   |           |           |
| 12     | The Matrix Reloaded                         | $738.599.701   |           |           |
| 13     | I Am Legend                                 | $584.155.000   |           |           |
| 14     | Troy                                        | $497.409.852   |           |           |
| 15     | Twister                                     | $494.471.524   |           |           |
| 16     | Charlie and the Chocolate Factory           | $475.000.000   |           |           |
| 17     | The Matrix                                  | $460.400.000   |           |           |
| 18     | The Last Samurai                            | $456.800.000   |           |           |
| 19     | 300                                         | $456.068.181   |           |           |

## Studio Tour
De studio's zijn te bezoeken. Tegen betaling kan een rondleiding worden gedaan.